# كرايغ هينتون
كرايغ هينتون (بالإنجليزية: Craig Hinton)‏ (26 نوفمبر 1977 بولفرهامبتن في المملكة المتحدة - ) هو لاعب كرة قدم بريطاني في مركز الدفاع. لعب مع برمنغهام سيتي ونادي بريستول روفيرز ونادي لوتون تاون ونادي نورثامبتون تاون ونادي كيدرمينستر هاريرز لكرة القدم وSolihull Moors F.C. ‏.

## وصلات خارجية
- كرايغ هينتون على موقع قاعدة بيانات كرة القدم.إي يو (الإنجليزية)
- كرايغ هينتون على موقع Soccerbase.com (لاعب) (الإنجليزية)